# Рудничный (Свердловская область)
Ру́дничный — посёлок в муниципальном округе Краснотурьинск Свердловской области России. С 1933 по 2004 год имел статус рабочего посёлка (посёлка городского типа).
Расположен на севере области, в 15 километрах от города Краснотурьинска и в 25 километрах от города Серова.

## История
Ещё в 1800 году начал работать Ольховский рудник, располагавшийся на реке Кривошапке — левом притоке реки Каменки. На Ольховском руднике добывали руду, которая называлась красный железняк. По прошествии двух лет рудник был закрыт в связи с дальностью плавильных заводов, так как возить руду было дорого. Позже, в 1886 год]]у, возобновляются работы на Ольховском руднике. Рудник и сам посёлок получили название в честь Александра Андреевича Ауэрбаха, который состоял на должности управляющего Богословским горным округом. В 1896 году начинается выплавка стали на Надеждинском сталерельсовом заводе, куда велись поставки железной руды, добываемой на Ауэрбаховском руднике.
В 1933 году согласно постановлению Президиума Надеждинского городского Совета посёлок Ауэрбах был переименован в Рудничный, а с 23 июня 1948 года Указом Президиума Верховного Совета РСФСР рабочий посёлок Рудничный был передан в административное обслуживание городского Совета Краснотурьинска.

## Население
| 1959 | 1970  | 1979  | 1989  | 2002  | 2010  |
| ---- | ----- | ----- | ----- | ----- | ----- |
| 6988 | ↘6894 | ↘5540 | ↘4572 | ↘4271 | ↘4035 |

По данным на 2008 год, численность жителей посёлка Рудничного остаётся почти неизменной и колеблется в пределах отметки в 4,5 тысячи человек. Данные по численности населения посёлка Рудничного с 1959 года показывают демографический спад. С 1959 по 1989 год количество жителей сократилось на 34 %.
По состоянию на 1 января 2008 численность населения составила 4685 человек, в том числе трудоспособного населения 2940 человек (62,75 %), детского населения (до 18 лет) — 881 человек (18,81 %), старше трудоспособного возраста — 864 человека (18,44 %)

## Социальная сфера

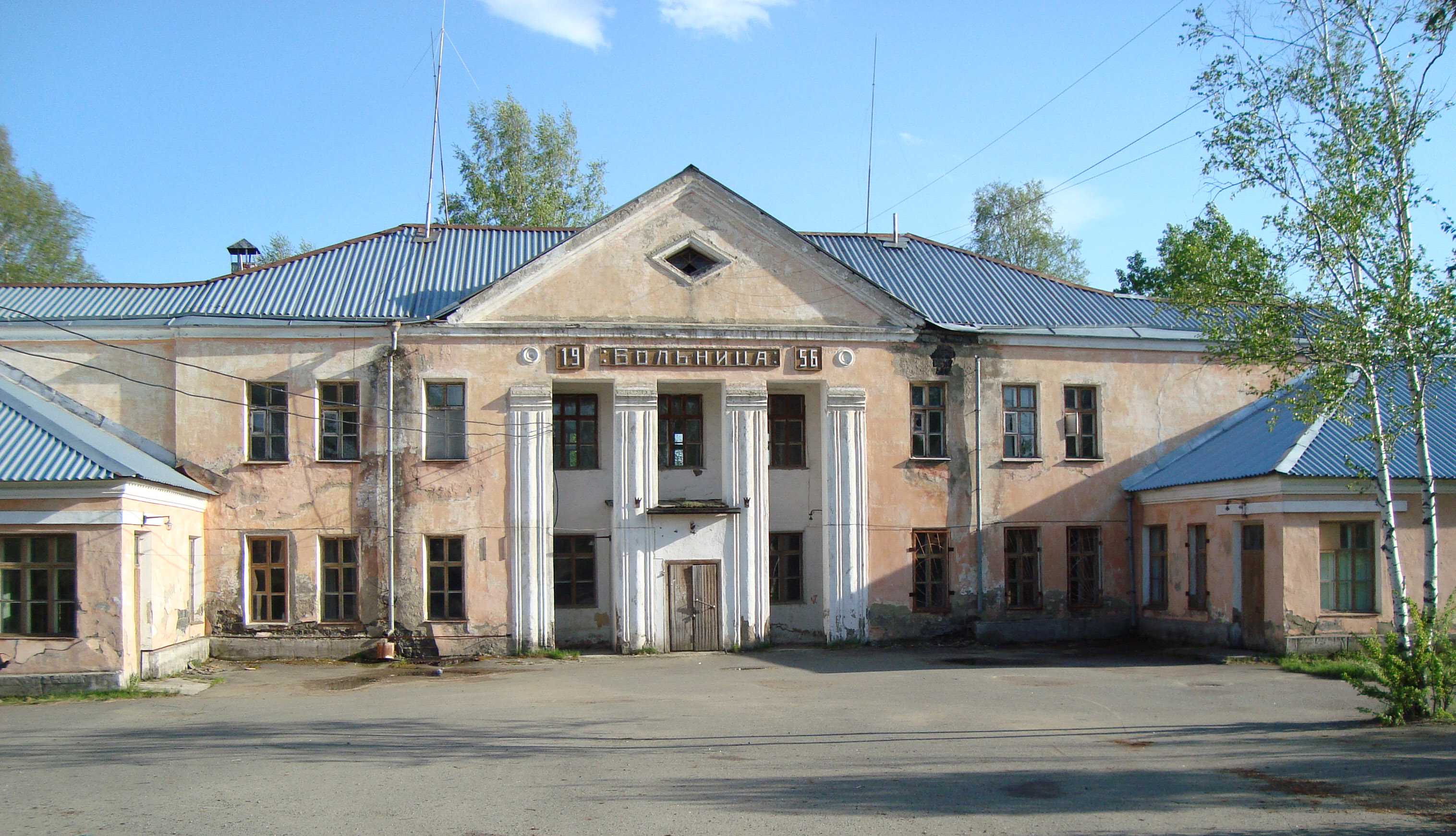
Больница посёлка Рудничного

### Медицина
Больничный стационар располагается в старом двухэтажном здании построенном в 1956 году. Здесь же, возле самой больницы, располагается здание поликлиники. Муниципальное учреждение здравоохранения «Городская больница № 2» включает в себя больницу, поликлинику, фельдшерско-акушерские пункты в поселках Белке и Воронцовке. В поликлинике — до 150 посещений в день, в больнице 50 койко-мест, из которых: 10 — дневной стационар терапевтического отделения, 10 —дневной стационар детского отделения, 30 медико-социальные койки. Не функционирует Больница с 2013 года.

### Образование
В посёлке имеются два дошкольных образовательных учреждения:
- детский сад № 42,
- детский сад № 43.

Действуют два общеобразовательных учреждения:
- средняя школа № 3,
- начальная школа № 14.

Дополнительное образование можно получить в филиале детской музыкальной школы № 3. К тому же действует класс на выезде детской художественной школы.

### Культура
Главным культурным центром является ДК «Горняк». В Доме культуры «Горняк» располагается поселковая библиотека.
В память о погибших на Великой Отечественной войне установлен обелиск. В День Победы здесь традиционно проходит торжественное возложение венков.

### Религия
Православный приход во имя Святителя Николая Чудотворца п. Рудничный г. Краснотурьинска образован по инициативе местных жителей и по благословению архиепископа Екатеринбургского и Верхотурского Викентия в апреле 2002 года. Первым настоятелем прихода был назначен иерей Валерий Ворончихин.
По ряду обстоятельств приход прекратил своё существование, но по инициативе верующих православных христиан п. Рудничный г. Краснотурьинска Свердловской области, по благословению Его Высокопреосвященства, Высокопреосвященнейшего Викентия, Архиепископа Екатеринбургского и Верхотурского, 7 мая 2009 года прошло Учредительное собрание по вопросу о создании Местной православной религиозной организации Приход во имя Святителя Николая Чудотворца п. Рудничный г. Краснотурьинска Свердловской области Екатеринбургской епархии Русской Православной Церкви (Московский Патрирхат), на котором также было принято решение о принятии устава, выбраны Приходской совет и Ревизионная комиссия.
Приход входит в каноническую юрисдикцию Централизованной религиозной организации Екатеринбургская епархия Русской Православной Церкви (Московский Патрирхат).
В настоящее время настоятелем и председателем Приходского совета является иерей Георгий Мартынов. Службы совершаются в приспособленном помещении. Возобновлено строительство деревянного храма, фундамент для которого был заложен ещё в 2002 году.

### Спорт
На территории поселка находится действующий стадион. На стадионе оборудованы тренажерный зал, залы для занятий ритмической гимнастикой, дартсом, шахматами, настольным теннисом. Ведутся занятия в футбольной и волейбольной секциях.

## Транспорт
Рядом с посёлком проходит железнодорожная ветка Серов — Карпинск. Железнодорожная станция — Красный Железняк. Здесь проходит одна пара пригородных поездов в сутки (Серов — Бокситы).
Автодороги идут в направлении городов Краснотурьинска, Серова, посёлков Белка и Воронцовка. Основные пригородные пассажирские перевозки выполняются автобусами и маршрутными такси.

## Фотогалерея
| Ул. Октябрьская | Старый двухквартирный дом |
|                 |                           |